# Pterolophia costalis
Pterolophia costalis är en skalbaggsart som först beskrevs av Francis Polkinghorne Pascoe 1862.  Pterolophia costalis ingår i släktet Pterolophia och familjen långhorningar. Inga underarter finns listade i Catalogue of Life.